# Escola Internacional Lenin
A Escola Internacional Lenin (ILS) foi uma escola de treinamento oficial operada em Moscou pela Internacional Comunista de maio de 1926 a 1938. A ILS ensinava cursos acadêmicos e técnicas políticos subversivas com vista ao desenvolvimento de um núcleo disciplinado e de quadros políticos comunistas confiáveis para atuar em partidos comunistas de todo o mundo.

## História

### Fundação
O Escola Internacional Lenin foi fundada em 1926 como um instrumento para a "bolchevização" da Internacional Comunista (Comintern) e suas seções nacionais, seguiam as resoluções do 5º Congresso Mundial da Internacional Comunista.
Os cursos intensivos tinham a duração de um ano e incluíam economia, história, teoria marxista, e a estratégia e as táticas empregadas pelo movimento comunista mundial. Os estudantes eram escolhidos a dedo pelos vários partidos comunistas.
A primeira turma de alunos, que começou instrução maio 1926, era constítuida de 70 indivíduos de todo o mundo.  A maior dificuldade era a variedade de línguas faladas pelos participantes, uma situação que exigiu o uso extensivo de tradutores. Quatro línguas eram usadas pelos participantes francês, russo, alemão e inglês.

### Curriculum
De acordo com o graduado pela ILS Joseph Zack Kornfeder, a escola incluía cursos de Economia, Filosofia, Política, Organização sindical, Organização do Partido Comunista, Organização Militar, e o problema agrário. Era dada especial atenção ao estudo da História do Partido Comunista da Rússia (bolchevique ), incluindo as políticas , estrutura organizacional e procedimentos dessa organização.